# Papež Hormizd
Hormizd, rimski škof (papež) rimskokatoliške Cerkve, * okrog 450 Frosinone, Lacij, Zahodnorimsko cesarstvo; † 6. avgust 523 Rim, Italsko kraljestvo.

## Življenjepis
Ime Hormizd (latinsko Hormisdas) izhaja prek starogrščine (Ὁρμίσδας) iz perzijščine in pomeni dober. Vendar je rodovina papeža Hormizda verjetno izvirala iz Italije. Ime je najbrž dobil v čast izgnanega perzijskega kraljeviča Hormizda, sina perzijskega kralja Hormizda II., ki ga praznuje Rimski martirologij 8. avgusta in je bolj češčen na Zahodu kot na Vzhodu. Imeni očeta in sina papeža Hormizda pa le kažeta na to, da je imel rimski rodovnik. Doma je bil iz Frosinona v južnem Laciju; po nekaterih je to mesto v Kampaniji, ker obseg pokrajin ni bil skozi zgodovino vedno enak.
Kot vdovec je postal diakon in duhovnik rimske Cerkve; na papeškem sedežu mu je kot sedmi sledil sin Silverij.

## Papeževanje
Da bi se izognili podobnim nevšečnostim, kot so spremljale njegovo izvolitev, je najbrž Simah izrazil še pred smrtjo, ki ga je doletela v Rimu 19. julija 514, željo glede naslednika, kajti že takoj po pogrebu so izvolili 20. julija Hormizda, ki je kot vdovec postal duhovnik. 

### Sprava s Carigradom
Že takoj od začetka službe je Hormizd želel vzpostaviti ponovno cerkveno edinost s Carigradom. Dvakrat mu je spodletelo, tretjič pa se je posrečilo. 
Prestrašen zaradi upora vojskovodja Vitalijana (Vitalianus) je cesar Anastazij (491-518) povabil papeža, naj pride predsedovat koncilu zedinjenja v Heraklejo ; ko pa sta dva škofa kot njegova odposlanca res prispela tja, je bil upor že zadušen. Cesar ju je predomislil ter ju poslal z razmajano ladjo pod močno stražo nazaj v Rim. To dejanje je sodobnik Enodij označil z besedami: Graeca fides – nulla fides!Kmalu nato, leta 518, je cesarja zadela strela; sodobniki so videli v tem Božjo kazen.
Njegov naslednik, cesar Justin (518-527) pa je bil naklonjen katoliški veri, kakor tudi njegova mati in žena; zato je takoj po zasedbi prestola povabil papeža, naj obnovi edinost. Tudi carigrajski patriarh Janez mu je v pismu zagotovil, da bo sprejel kalcedonske in Leonove določbe. Po posvetovanju s kraljem Teodorikom je poslal pod vodstvom kapuanskega škofa Germana (Germanus) odlično odposlanstvo, ki je nosilo s sabo Hormizdov obrazec (Formula Hormizdas). V njem so bile potrjene kalcedonske in Leonove določbe, obsojeni heretiki z Akacijem vred, kakor tudi v polnosti sprejeta vera, ki jo izpoveduje Rimska Cerkev. Obrazec se je končal s priznanjem prvenstva Rima:
Zveličanje nam najbolj zagotavlja sprejemanje obrazca prave vere; zato ne smemo nikakor skreniti s poti, ki so nam jo začrtali apostolski očetje. Ne smemo spregledati besed našega Gospoda Jezusa Kristusa: »Ti si Peter; in na to skalo bom sezidal svojo Cerkev« (Mt 16,18). Iz tega sledi, da je katoliško vero vedno ohranjal neomadeževano apostolski sedež… V vsem sprejemamo prvenstvo Rimskega apostolskega sedeža in njegova določila.
Tudi prejšnje papeško odposlanstvo je nosilo s seboj v Carigrad enak obrazec, ki so ga ilirski in španski škofje že pred dvema letoma podpisali. Tokrat pa so odposlanstvo v Carigradu sprejeli z vsemi častmi: 28. marca 518 so v cesarski palači zbrani škofje in oblastniki podpisali Hormizdov obrazec, nakar so se v procesiji napotili v baziliko Hagija Sofija, kjer je bilo toliko obhajil kot še nikoli poprej; mnogi so jokali od veselja in nazdravljali papežu in cesarju. Obrazec je kasneje širom cesarstva podpisalo skupno 2500 škofov. Tako je bil končan prvi 35-letni vzhodni cerkveni razkol, ko cesar ni izvajal oblastiželjnosti ter nasilja nad Cerkvijo, škofov pa ni vodila strahopetnost, prilizovanje in častihlepnost. Ponekod pa so se zedinjenju upirali: zlasti Aleksandrija je še vedno nasprotovala Kalcedonu.

### Dela
Papež Hormizd je naročil opatu Dioniziju (Dionysius Exiguus) prevod iz grščine v latinščino določbe vzhodnega cerkvenega zakonika, da bi jih v Rimu pravilneje razumeli. 
Nezvestemu solunskemu škofu Doroteju (Dorotheus) je odvzel naslov apostolskega vikarja. Pogosto si je dopisoval z arleškim škofom Cezarijem (Caesarius) in viennskim nadškofom Avitom (Avitus). 
Arleškemu samostanu je podelil pravico, da ustanavlja nove samostane, kateri mu bodo podrejeni. To je prva znana izvzetost (exemptio) samostana izpod škofovske oblasti. 

## Smrt in češčenje
Umrl je v Rimu. Pokopan je pri Svetem Petru. Njegov god je 6. avgusta. Prej so praznovali njegov god 11. avgusta.